# Félicien Menu de Ménil

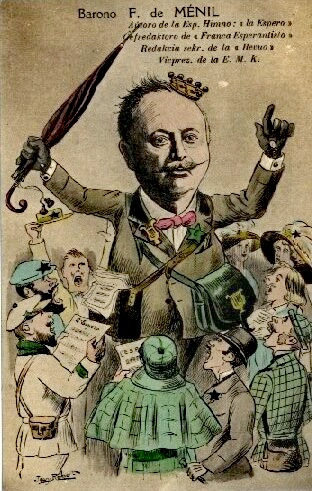
Félicien Menu de Ménil, karikatyr från en vykortsserie, 1912

Félicien Menu de Ménil, född 16 juli 1860, död 28 mars 1930, var en fransk kompositör och esperantoentusiast som främst är känd för sin tonsättning av Ludwig Zamenhofs dikt "La Espero".

## Verk
- La Mortigistoj de Stradella, kort text i tidskriften La Revuo, september 1906 (esperanto)
- Muzika Terminaro, 1908 (esperanto)
- Les préjuges contre l'espéranto, 1908 (franska)
- L'Héritage Klodarec, komedi i en akt, 1906 (franska)